# Милорад Попович
Милорад Попович (чорн. Milorad Popović; Цетинє, 1957) — чорногорський письменник. Лауреат Премії імені Меші Селімовича. Голова Чорногорської спілки незалежних літераторів.

## Біографія
Автор восьми поетичних збірок, двох книжок публіцистичних творів на тему національного питання у Чорногорії. Член-кореспондент Європейської академії поезії (Люксембург).
Головний редактор часопису літератури і культури «Ars».

## Нагороди
- 2013 — Премія імені Меші Селімовича (за роман «Карнера»)[1]

## Українські переклади
- Попович М. [Архівовано 9 березня 2016 у Wayback Machine.] Вірші // ТекстOver. — 2015. — № 1. — С. 61-66. [Архівовано 9 березня 2016 у Wayback Machine.]